# غيتا فوغات
غيتا فوغات (من مواليد 15 ديسمبر 1988) مصارعة حرة فازت بأول ميدالية ذهبية للهند في المصارعة في دورة ألعاب الكومنولث في عام 2010. كما أنها أول مصارعة هندية تتأهل لدورة الألعاب الأولمبية الصيفية.

## روابط خارجية
- غيتا فوغات على موقع IMDb (الإنجليزية)
- غيتا فوغات على موقع قاعدة بيانات المصارعة الدولية (الإنجليزية)
- غيتا فوغات على موقع اللجنة الأولمبية الدولية (الإنجليزية)
- غيتا فوغات على موقع أوليمبيديا (الإنجليزية)